# L'Arromiu
L'Arromiu (en francès, La Romieu) és un municipi francès situat al departament del Gers i a la regió d'Occitània.

## Demografia
| 1962                                       | 1968 | 1975 | 1982 | 1990 | 1999 | 2006 |
| ------------------------------------------ | ---- | ---- | ---- | ---- | ---- | ---- |
| 688                                        | 644  | 535  | 547  | 528  | 532  | 643  |
| Des de 1962: població sense dobles comptes |      |      |      |      |      |      |

## Administració
| Període   | Identitat      | Partit |
| --------- | -------------- | ------ |
| 2001-2008 | Denis Delouse  |        |
| 2008-     | Raymond Sourbe |        |